# Joaquim Cusí i Furtunet
Joaquim Cusí i Furtunet   (Llers, 3 de maig de 1879 - Barcelona, 21 de maig de 1968) fou un farmacèutic català, alcalde del Masnou entre 1930 i 1931.

## Biografia
Fill de Pere Cusí Jordà, comerciant de vi, i de Teresa Furtunet Dalí. Es llicencià a Barcelona l'any 1901. Primerament s'establí a Figueres on, a instàncies de l'oftalmòleg Francesc Agulló, desenvolupà la preparació de la pomada oftàlmica a l'òxid groc de mercuri (fórmula de Pagenstecher). Aquest producte obtingué una àmplia difusió arreu del món i li permeté desenvolupar una empresa farmacèutica familiar especialitzada en productes oftàlmics. L'any 1925, l'empresa es traslladà al Masnou (Maresme), on encara es troba instal·lada avui. L'any 1921 adquirí l'apotecaria del monestir benedictí de Santa Maria la Real de Nájera (Logronyo), reinstal·lada al Masnou com a museu de farmàcia i medicina (Museu Cusí de Farmàcia). El 1915 fundà els Laboratoris del Nord d'Espanya (els quals, després de la seva mort, reberen el nom de Laboratoris Cusí, SA), que dirigí amb el seu cosí Rafael Cusí i Furtunet. El 1958 ingressà a la Reial Acadèmia de Farmàcia de Barcelona. També fou membre de la germandat de Poblet.